# Матрица степена
Матрица степена је дијагонална матрица у којој се налазе степени чворова, тј. бројеви грана повезаних са сваким од чворова. Заједно са матрицом повезаности се користи за израчунавање Кирхофове матрице.

## Пример
| Граф | Матрица степена |
| ---- | --- |
|      | {\displaystyle {\begin{pmatrix}4&0&0&0&0&0\\0&3&0&0&0&0\\0&0&2&0&0&0\\0&0&0&3&0&0\\0&0&0&0&3&0\\0&0&0&0&0&1\\\end{pmatrix}}} |